# Huntspill
Huntspill – ciek wodny na równinie Somerset Levels w Anglii, w hrabstwie Somerset, dystrykcie Sedgemoor. Kanał został wykopany dla celów strategicznych podczas II wojny światowej, jako obiekt o znaczeniu strategicznym. Jego celem było dostarczenie wody do strategicznej fabryki ROF Bridgwater. Miała również ułatwić prace melioracyjne na podmokłej równinie Somerset Levels. Obecnie stanowi rezerwat przyrody. Nazwa pochodzi od wsi Huntspill.